# Junkers Ju 90
Dimensions
Le Junkers Ju 90 est un avion de ligne quadrimoteur dérivé du Junkers Ju 89 et censé concurrencer le Douglas DC-3. On l'appelle également Der Große Dessauer (le grand de Dessau) en référence à son lieu de production. Un prototype s'écrasa, un second au-dessus de la Gambie le 26 novembre 1938.
Un total de 18 Ju 90 ont été construits.